# Leyton (stacja metra)
Leyton – stacja londyńskiego metra położona na trasie Central Line pomiędzy stacjami Stratford a Leytonstone. Znajduje się w dzielnicy Leyton w gminie Waltham Forest, na końcu ulicy Leyton High Street, w trzeciej strefie biletowej.
W pobliżu stacji znajduje się stadion klubu piłkarskiego Leyton Orient F.C.
Stacja została otwarta 22 sierpnia 1856 roku przez Eastern Counties Railway pod nazwą „Low Leyton”. 27 listopada 1868 Great Eastern Railway zmieniła nazwę na „Leyton”. Pociągi Central Line rozpoczęły obsługę stacji 5 maja 1947 roku.
We wrześniu 2011 ogłoszono, iż pojemność stacji zostanie dwukrotnie zwiększona w związku ze zbliżającymi się Letnimi Igrzyskami Olimpijskimi w 2012 roku. Zostanie zbudowane nowe wejście od strony Gooddall Road i dwa dodatkowe wejścia na platformę w kierunku wschodnim.

## Galeria

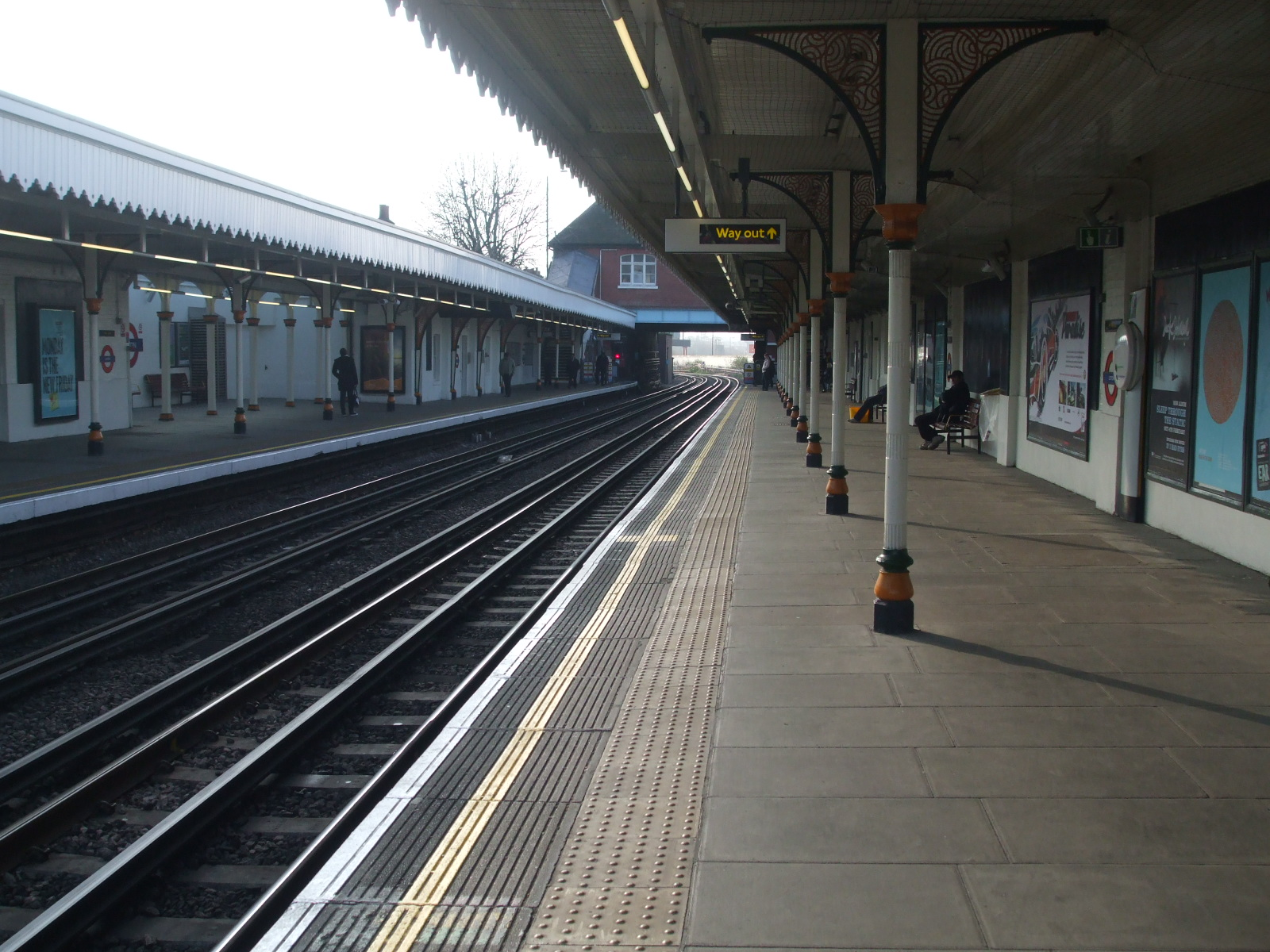
Platforma w kierunku zachodnim
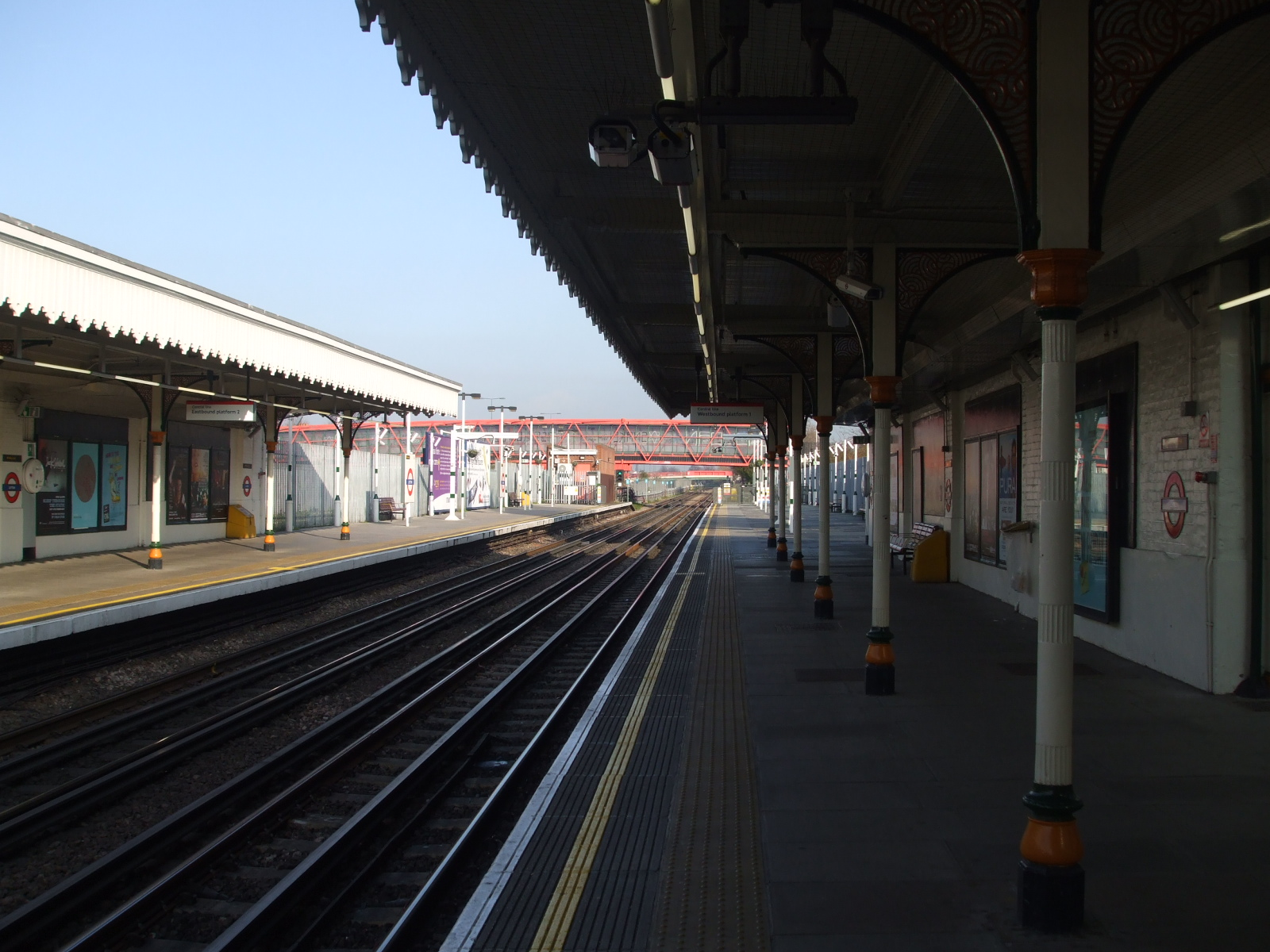
Platforma w kierunku wschodnim
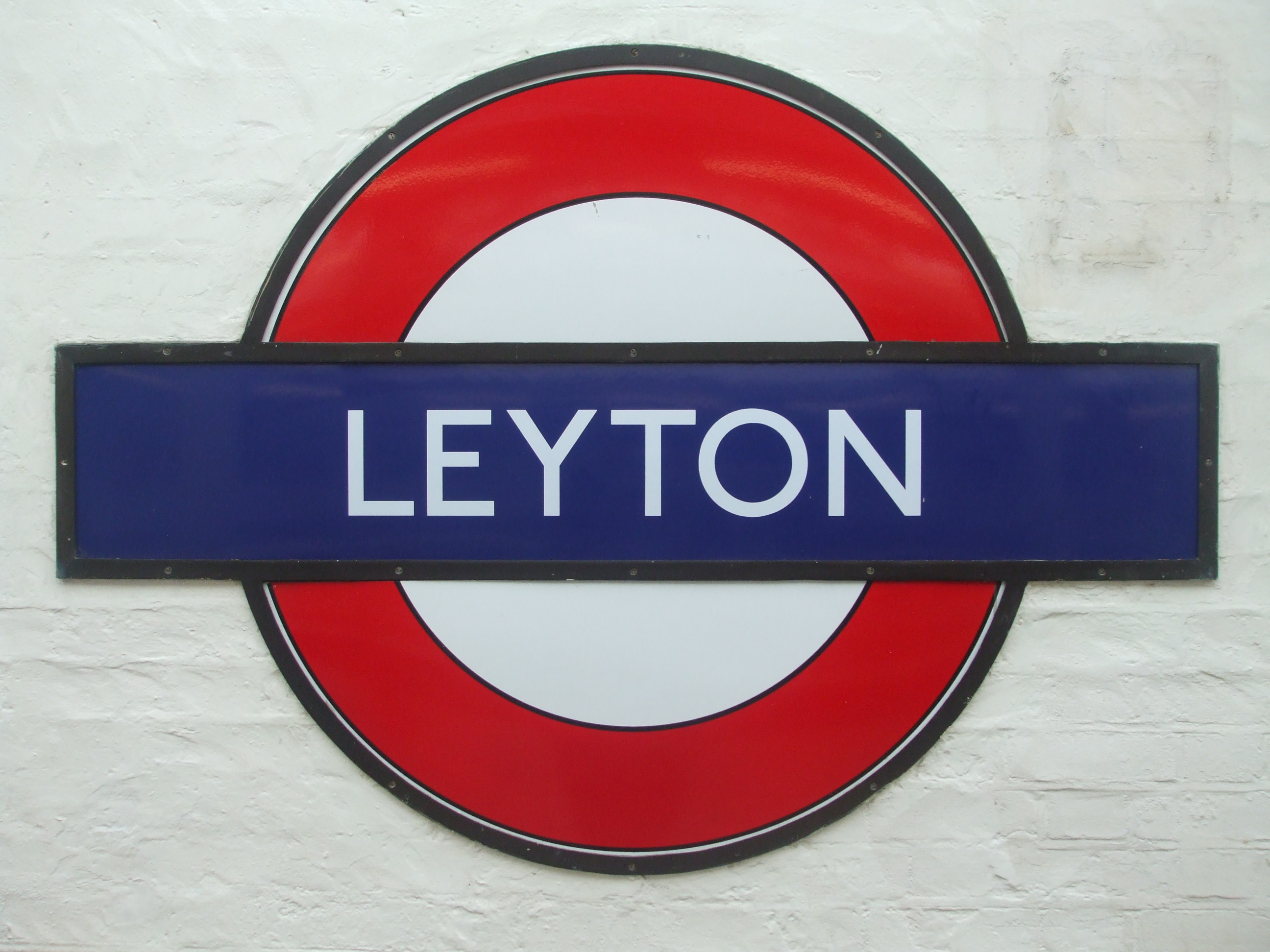
Symbol stacji

## Połączenia
Stację obsługują autobusy linii 58, 69, 97, 158 i 308, a także nieco oddalone W14, W15 i N26.